# Pratt & Whitney JT9D
El motor Pratt & Whitney JT9D fou el primer motor de reacció turboventilador d'alt índex de derivació que impulsà un avió de fuselatge ample. La seva aplicació inicial fou el Boeing 747-100, el «Jumbo Jet» original. Fou el primer turboventilador d'alt índex de derivació que fabricà l'empresa i també el primer a entrar en producció de la generació actual de motors turboventiladors comercials de gran mida.